# Mycetophila iheringi
Mycetophila iheringi är en tvåvingeart som beskrevs av Lane 1948. Mycetophila iheringi ingår i släktet Mycetophila och familjen svampmyggor. Inga underarter finns listade i Catalogue of Life.